# Lugano
Pour les articles homonymes, voir Lugano (homonymie).
Lugano (/ly.ɡa.no/  ; en italien : /lu.ˈɡa.no/) est la neuvième ville de Suisse, se situant dans le  Sud du pays en Suisse italienne, dans le canton du Tessin. Elle est le chef-lieu du district de Lugano.
Lugano est la troisième place financière suisse et également, grâce à son climat, sa végétation luxuriante et ses paysages, un centre touristique important. Il s'agit de la plus grande ville de langue italienne en dehors de l'Italie.

## Géographie
Selon l'Office fédéral de la statistique, la superficie de Lugano est de 75,98 km2.

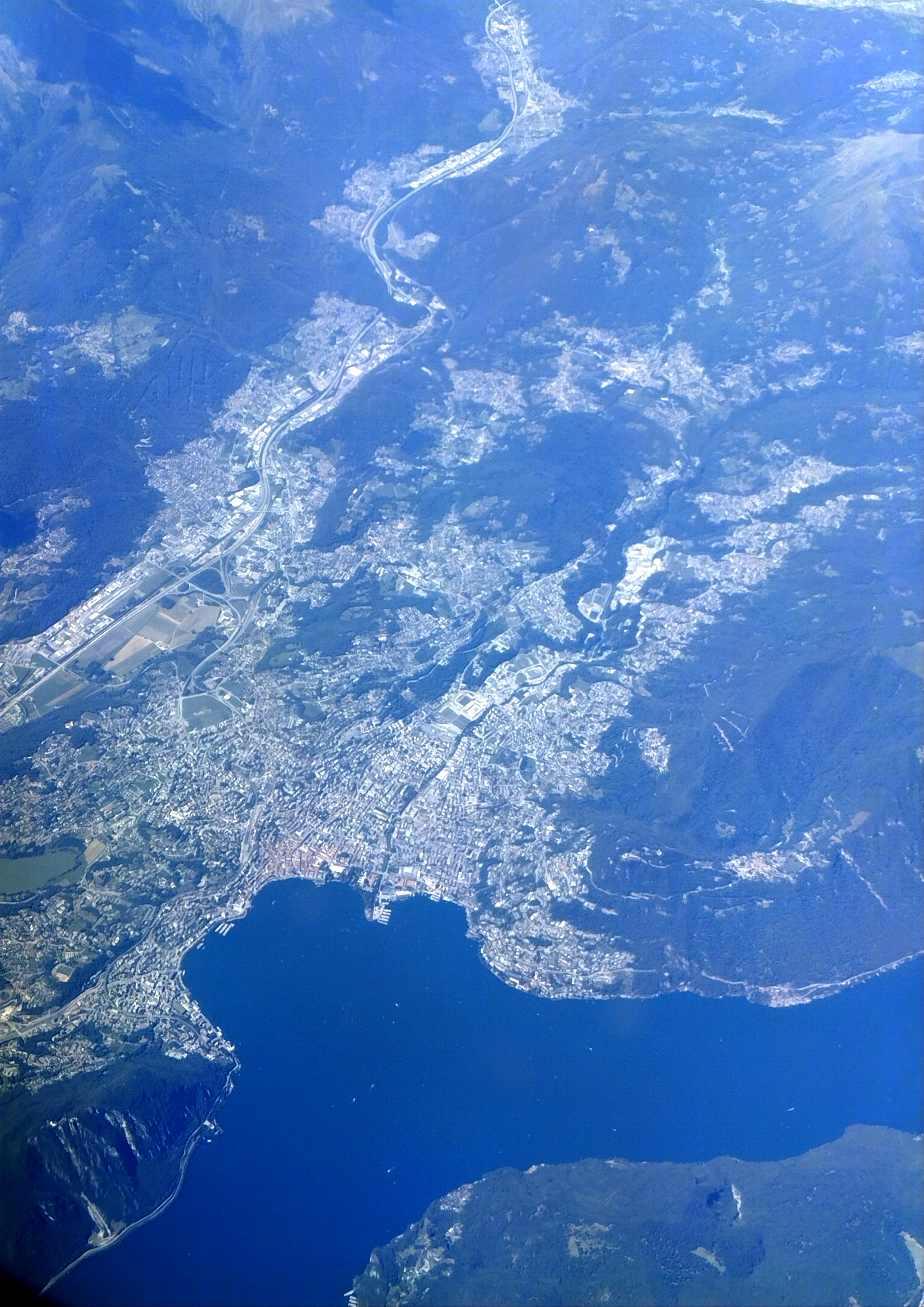
Vue aérienne de Lugano - Juillet 25

La ville est située sur la rive nord du lac de Lugano (aussi appelé Lago Ceresio), entre le lac Majeur et le lac de Côme. Lugano est environné au sud par le Monte San Salvatore, et à l'est par le Monte Brè.

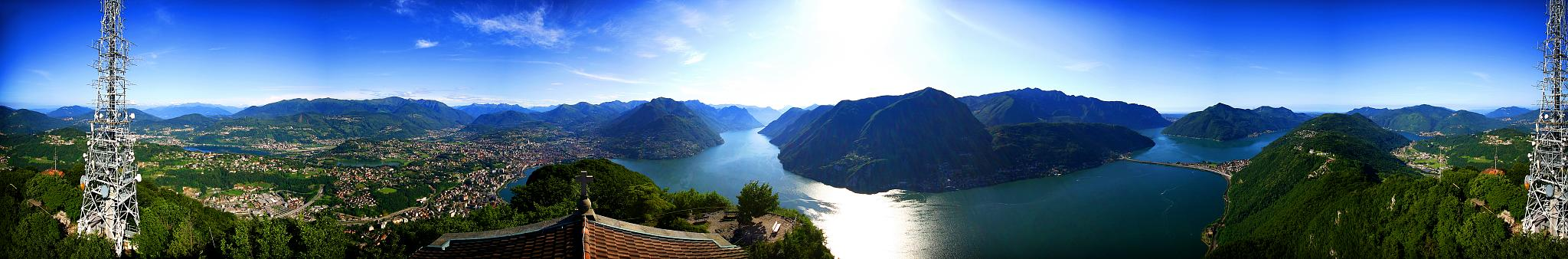
Panorama de la région luganaise.

Photo aérienne prise à 800 m par Walter Mittelholzer (1919)

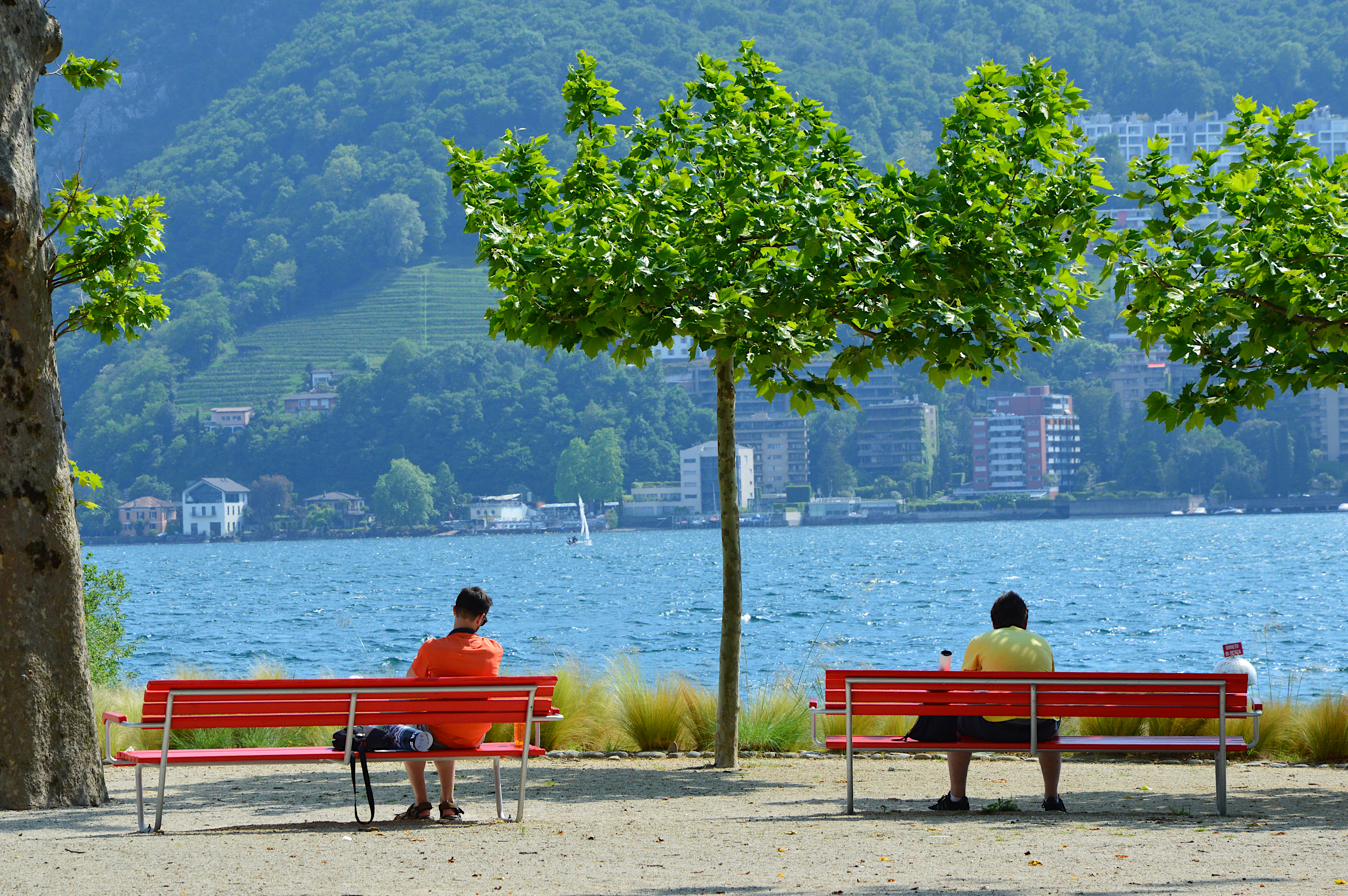
Le lac de Lugano, depuis Parco Ciani, durant une brève visite. Mai 2022.

### Climat
Le climat est continental mais ce dernier est beaucoup adouci par la proximité du lac. Les températures mensuelles moyennes du mois de juillet sont de 22,6 °C contre 3,8 °C pour janvier le mois le plus froid. La neige tombe à chaque hiver mais sa tenue au sol est limitée par les effets du lac. Les précipitations s'élèvent à 1 567 mm par an en moyenne. Selon la classification des climats de Köppen, le climat de Lugano est un climat subtropical humide (Cfa).
| Mois                                              | jan. | fév. | mars | avril | mai  | juin | jui. | août | sep. | oct. | nov. | déc. | année |
| ------------------------------------------------- | ---- | ---- | ---- | ----- | ---- | ---- | ---- | ---- | ---- | ---- | ---- | ---- | ----- |
| Température minimale moyenne (°C)                 | 1,2  | 1,9  | 5,2  | 8,5   | 12,4 | 16,1 | 18   | 17,8 | 14,2 | 10,2 | 5,7  | 2    | 9,4   |
| Température moyenne (°C)                          | 3,8  | 5    | 8,9  | 12,3  | 16,3 | 20,4 | 22,6 | 22,1 | 17,9 | 13,2 | 8,4  | 4,6  | 13    |
| Température maximale moyenne (°C)                 | 7,1  | 9    | 13,5 | 16,7  | 20,8 | 24,9 | 27,3 | 26,8 | 22,1 | 16,9 | 11,6 | 7,7  | 17    |
| Nombre de jours avec gel                          | 8,5  | 5,2  | 1    | 0     | 0    | 0    | 0    | 0    | 0    | 0    | 1    | 6,5  | 22,2  |
| Nombre de jours avec température maximale ≤ 0 °C  | 0    | 0,3  | 0    | 0     | 0    | 0    | 0    | 0    | 0    | 0    | 0    | 0,2  | 0,5   |
| Nombre de jours avec température maximale ≥ 25 °C | 0    | 0    | 0,2  | 0,4   | 4,2  | 15,6 | 25,1 | 23,3 | 5,6  | 0,4  | 0    | 0    | 74,8  |
| Nombre de jours avec température maximale ≥ 30 °C | 0    | 0    | 0    | 0,1   | 0,1  | 2,4  | 5,1  | 3,9  | 0    | 0    | 0    | 0    | 11,6  |
| Ensoleillement (h)                                | 124  | 142  | 192  | 182   | 200  | 229  | 260  | 245  | 192  | 141  | 105  | 107  | 2 120 |
| Précipitations (mm)                               | 66   | 61   | 76   | 138   | 178  | 172  | 158  | 158  | 165  | 150  | 167  | 80   | 1 567 |
| dont neige (cm)                                   | 6    | 5    | 2    | 0     | 0    | 0    | 0    | 0    | 0    | 0    | 0    | 9    | 22    |
| Nombre de jours avec précipitations               | 5,3  | 6    | 5,3  | 9,9   | 11,6 | 10,1 | 8,2  | 9,6  | 8,7  | 9,2  | 9,3  | 6,3  | 99,5  |
| Humidité relative (%)                             | 70   | 66   | 62   | 66    | 69   | 68   | 66   | 69   | 72   | 78   | 74   | 70   | 69    |
| Nombre de jours avec neige                        | 0,8  | 1    | 0,3  | 0     | 0    | 0    | 0    | 0    | 0    | 0    | 0,2  | 1,2  | 3,5   |

| Diagramme climatique                                  |        |           |            |             |             |           |             |             |             |            |        |
| J                                                     | F      | M         | A          | M           | J           | J         | A           | S           | O           | N          | D      |
| 7,11,266                                              | 91,961 | 13,55,276 | 16,78,5138 | 20,812,4178 | 24,916,1172 | 27,318158 | 26,817,8158 | 22,114,2165 | 16,910,2150 | 11,65,7167 | 7,7280 |
| Moyennes : • Temp. maxi et mini °C • Précipitation mm |        |           |            |             |             |           |             |             |             |            |        |

## Histoire

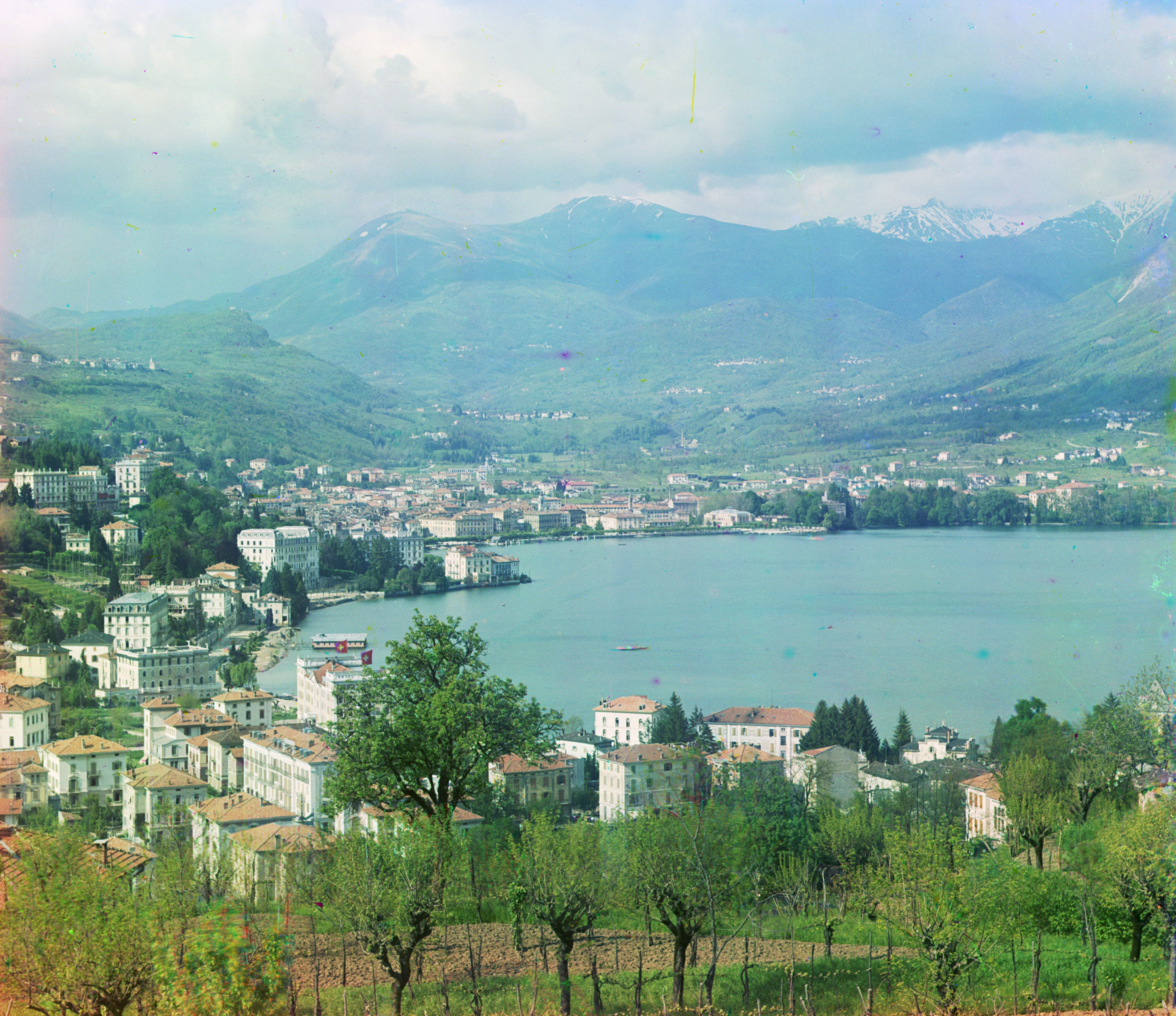
Lugano en 1905.

Selon les recherches archéologique effectuées dans la ville, on peut attester d'une occupation discontinue du site depuis le VIe – VIIe siècle.
Au Moyen Âge, la ville est sous forte influence des évêques de Côme. Quand, au tournant du XIIe siècle, cette dernière devient une commune librement administrée, elle conserve son influence sur la ville de Lugano. Par la suite, ce sera la puissante ville de Milan qui imposera sa souveraineté sur la ville de Lugano, bien que pendant toute la période médiévale la ville ait pu profiter d'une certaine forme d'autonomie dans son administration.

## Politique

### Municipalité
La municipalité (exécutif) est composée de 7 sièges.

#### Législature 2024-2028
Pour la législature 2024-2028, la municipalité est composée de 2 membres de la Lega, de 2 membres du PLR, d'un membre de l'UDC, d'un membre du Centre et d'un membre du PS.

#### Législature 2021-2024
Pour la législature 2021-2024, la municipalité est composée de 2 membres de la Lega, de 2 membres du PLR, d'un membre de l'UDC, d'un membre du Centre et d'un membre du PS.

### Conseil communal
Le Conseil communal (législatif) est composé de 60 sièges.

#### Législature 2024-2028
Pour la législature 2024-2028, le Conseil communal est composé de 14 élus du PLR-PVL, de 13 élus de la Lega, de 9 élus du PS, de 9 élus du Centre, de 7 élus de l'UDC-UDF, de 4 élus d'Avanti con Ticino&Lavoro, de 3 élus des Verts et indépendants et d'un élu de Più Donne.

Composition législature 2024-2028

## Démographie
Avec l'absorption de huit communes limitrophes en 2004 (Davesco-Soragno, Pambio Noranco, Cureggia, Breganzona, Gandria, Pazzallo, Pregassona, Viganello), la ville de Lugano a vu sa population presque doubler. En 2008, elle absorbe les communes de Villa Luganese, Carabbia et Barbengo et en 2013, les communes de Bogno, Cadro, Carona, Certara, Cimadera, Sonvico et Valcolla. Neuvième ville de Suisse par sa population, c'est la plus grande ville de la Suisse italienne. Son agglomération compte environ 150 000 habitants.

### Agrandissements successifs de Lugano

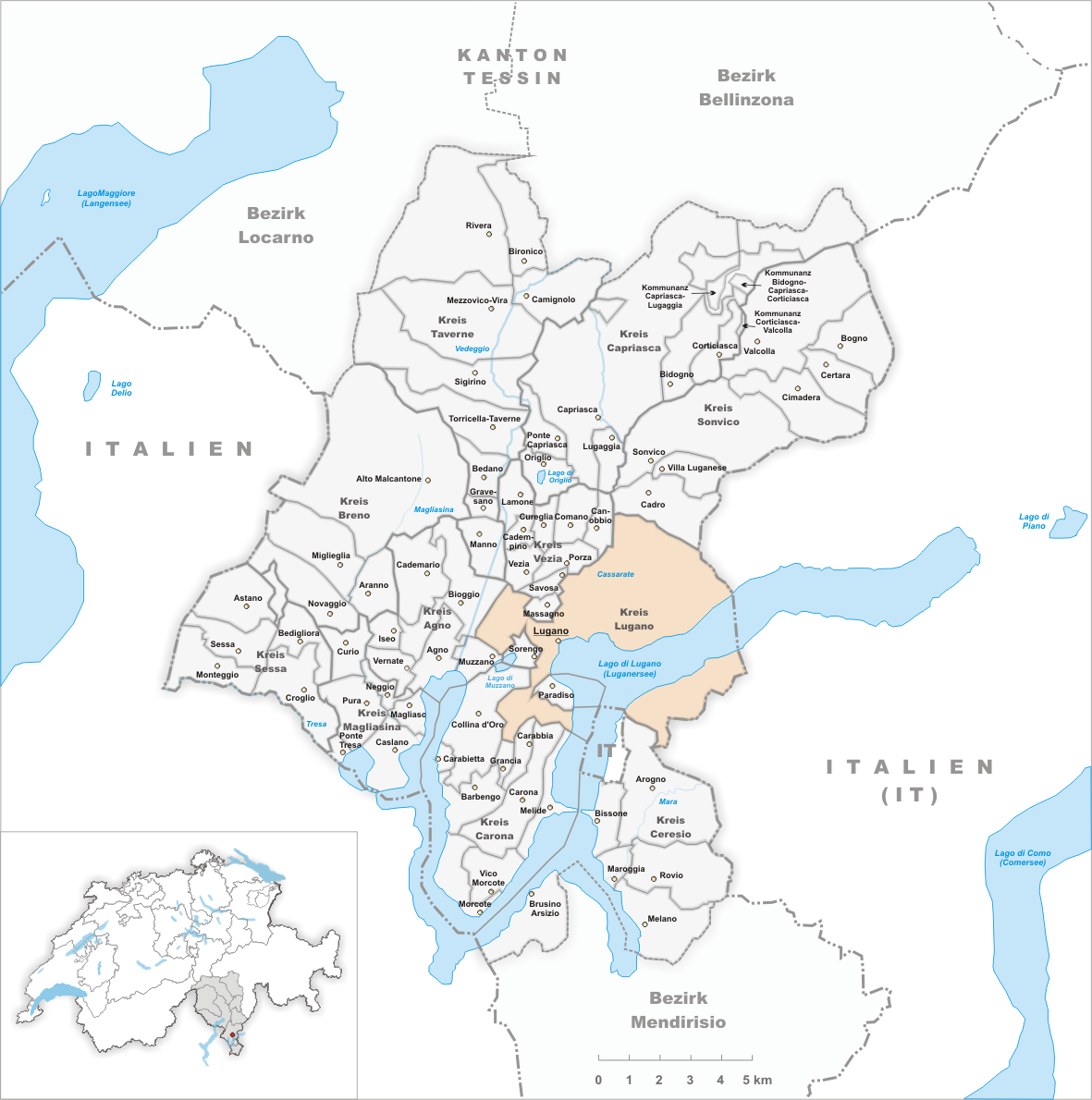
La ville de Lugano après la fusion de 2004.
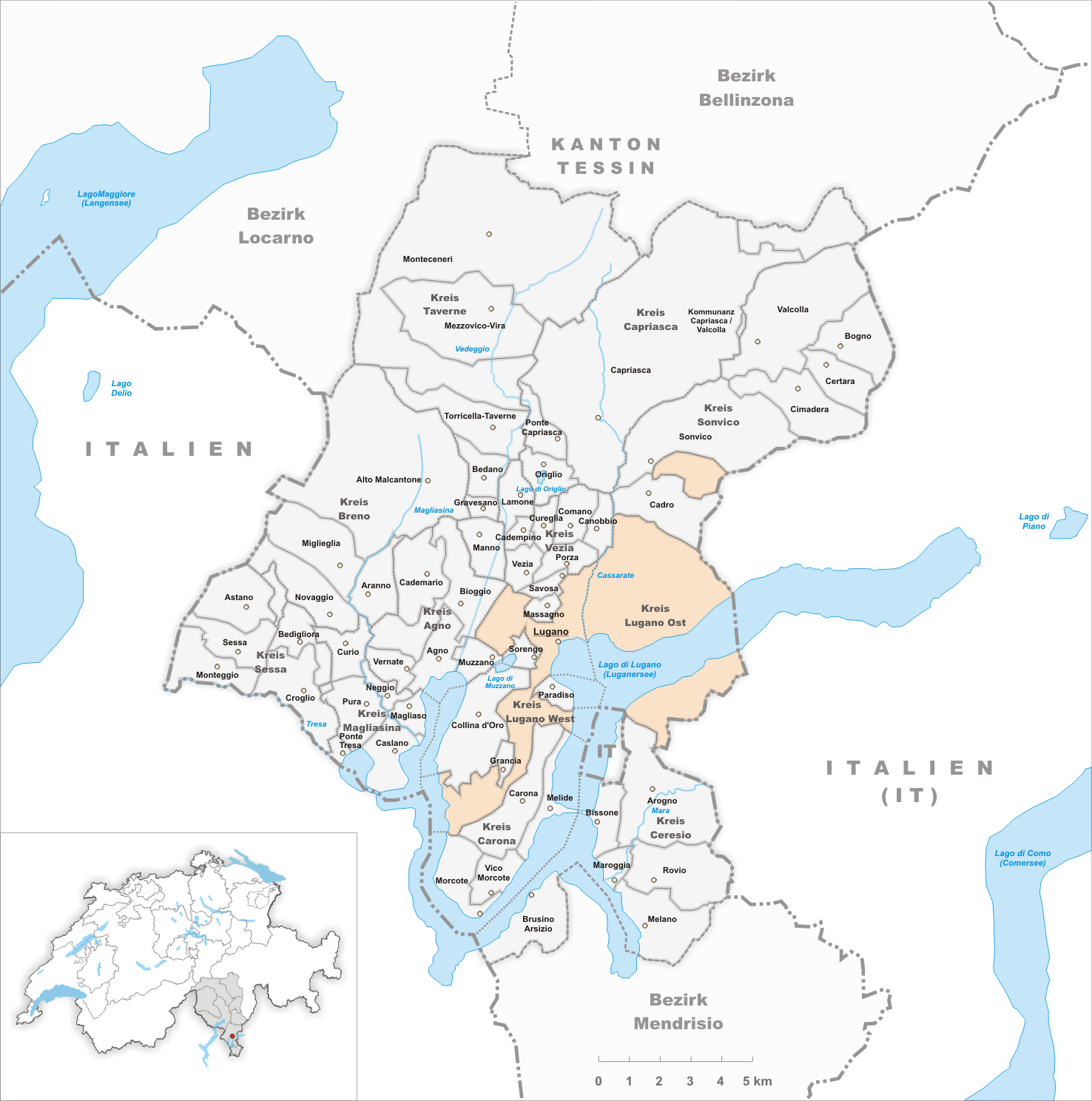
La ville de Lugano après la fusion de 2008.
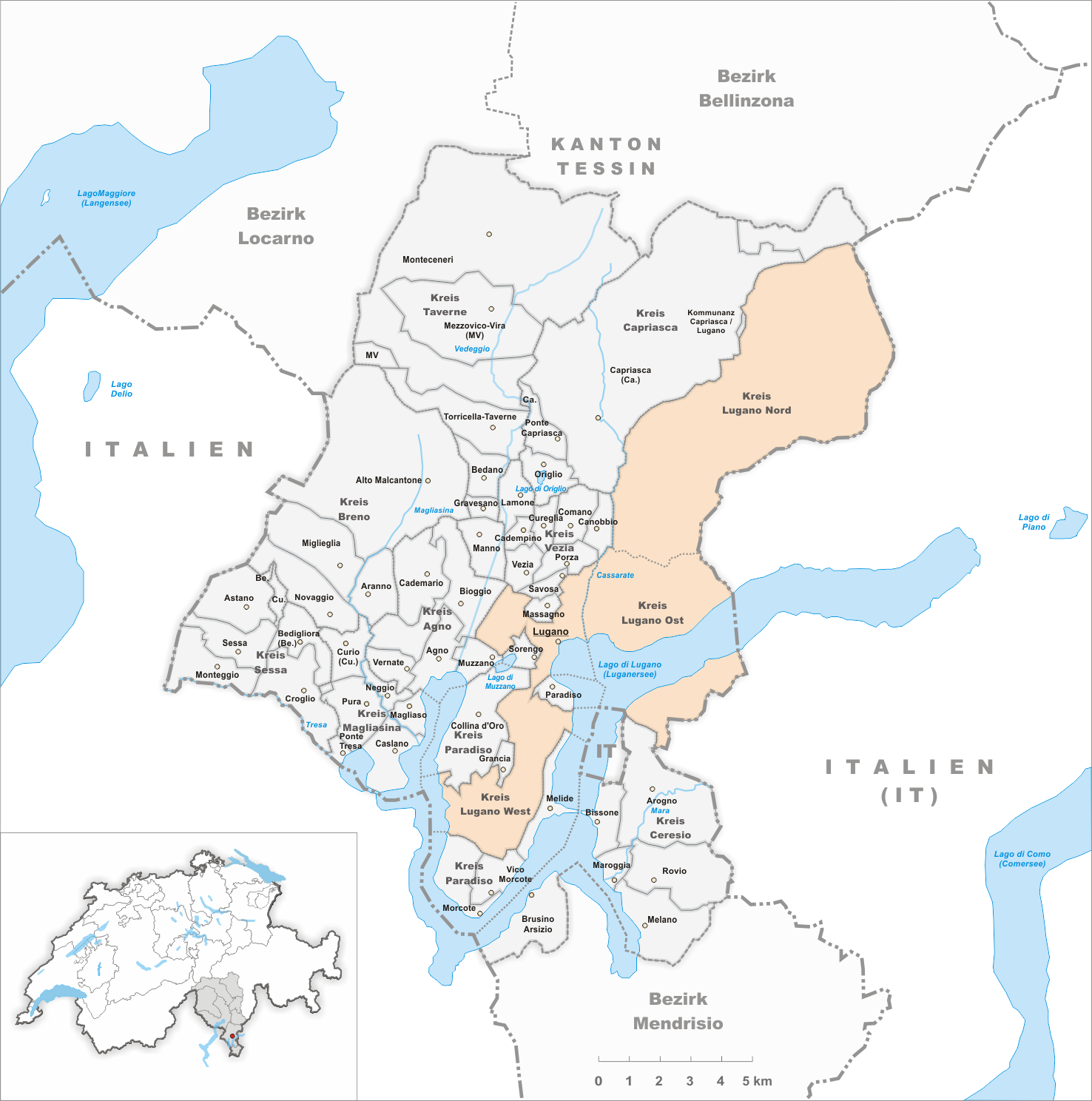
La ville de Lugano après la fusion de 2013.

## Économie
Lugano est la troisième place financière suisse et est la capitale économique de la Suisse italienne. La ville est le siège de la marque de vêtements Napapijri et de la compagnie aérienne Etihad Regional.
La Via Nassa est réputée pour être la rue commerçante la plus chère de la Suisse italienne et la cinquième plus chère de Suisse. La rue est dédiée aux boutiques du luxe telles que Prada, Versace, Bulgari et Brunello Cucinelli.

## Culture et patrimoine
Vingt œuvres artistiques forment un parcours dans les rues du quartier de Brè sopra Lugano,.
Le premier concours Eurovision de la chanson s'est tenu à Lugano en 1956.

### Héraldique
| Blason | Blasonnement : De gueules à la croix d'argent cantonnée des quatre lettres L V G A du même. |

### Monuments et curiosités
- Église Santa Maria degli Angeli, l'église abrite la grande fresque de la Passion et de la Résurrection de Bernardino Luini, élève de Léonard de Vinci, terminée en 1529[10].
- Cathédrale de San Lorenzo, siège du diocèse de Lugano
- Santa Maria di Loreto
- Couvent des Capucins
- Église de San Rocco
- Église de Sant'Antonio Abate

### Musées

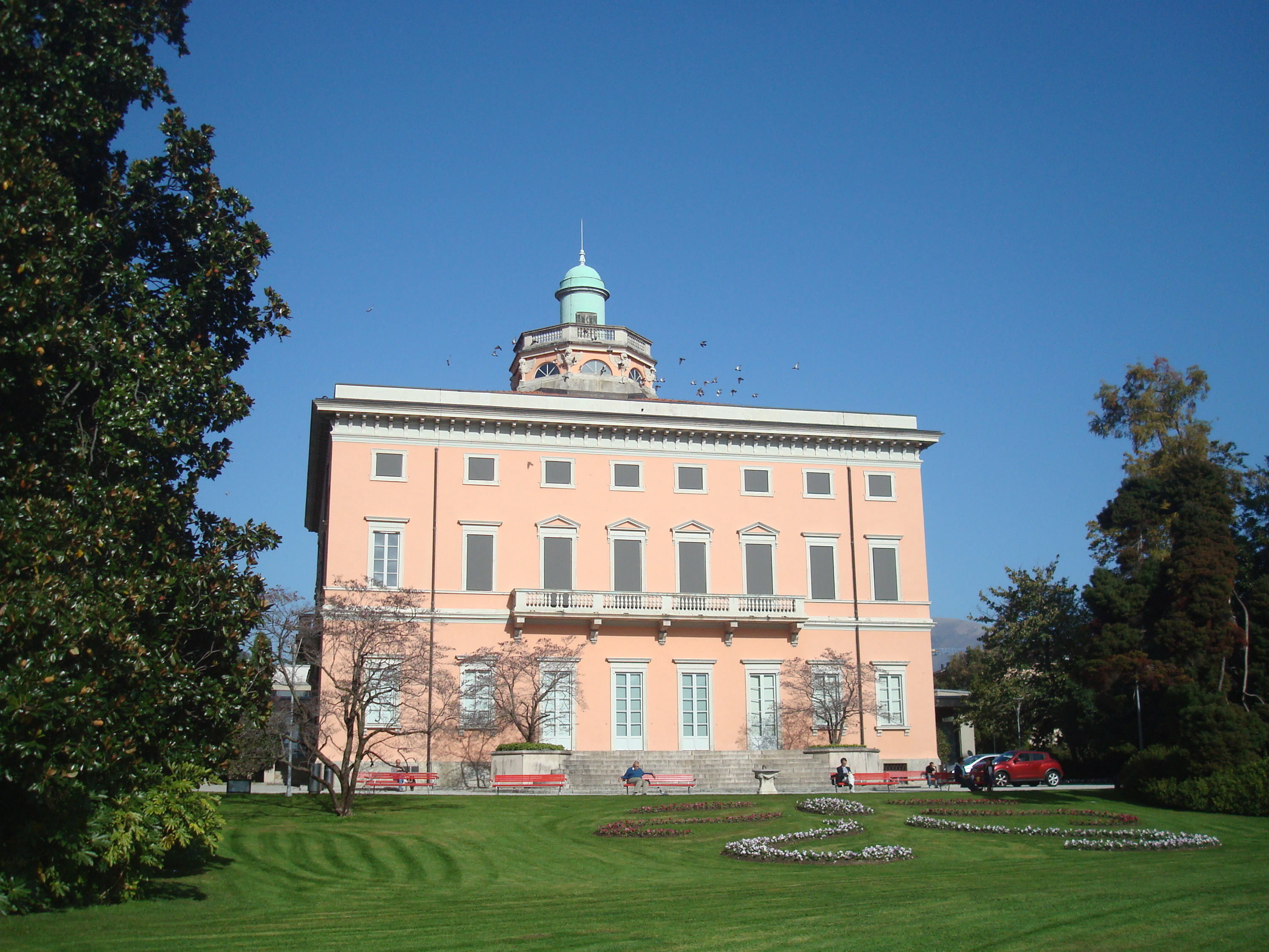
Villa Ciani.

La ville de Lugano possède de nombreux musées dont :
- Le musée d'art moderne
  - présentant des expositions des artistes du XXe siècle.
- Le musée des Cultures
  - La collection Brignoni est une des plus importantes collections ethnographiques d’Europe, et comprend environ 600 objets d’art primitif provenant d'Asie, Océanie et Afrique.
- Le musée Hermann Hesse
  - Le musée conserve de précieux témoignages de l'écrivain Hermann Hesse, qui a vécu jusqu’à sa mort à Montagnola.
- Le musée cantonal d’histoire naturelle
- Villa Ciani, au bord du lac
  - Siège de la collection municipale des beaux-arts et des expositions relatives, accueille des expositions temporaires à sujet historique et artistique.
- Le musée cantonal d'art.
- Le musée Wilhelm Schmid.

### Folklore et manifestations

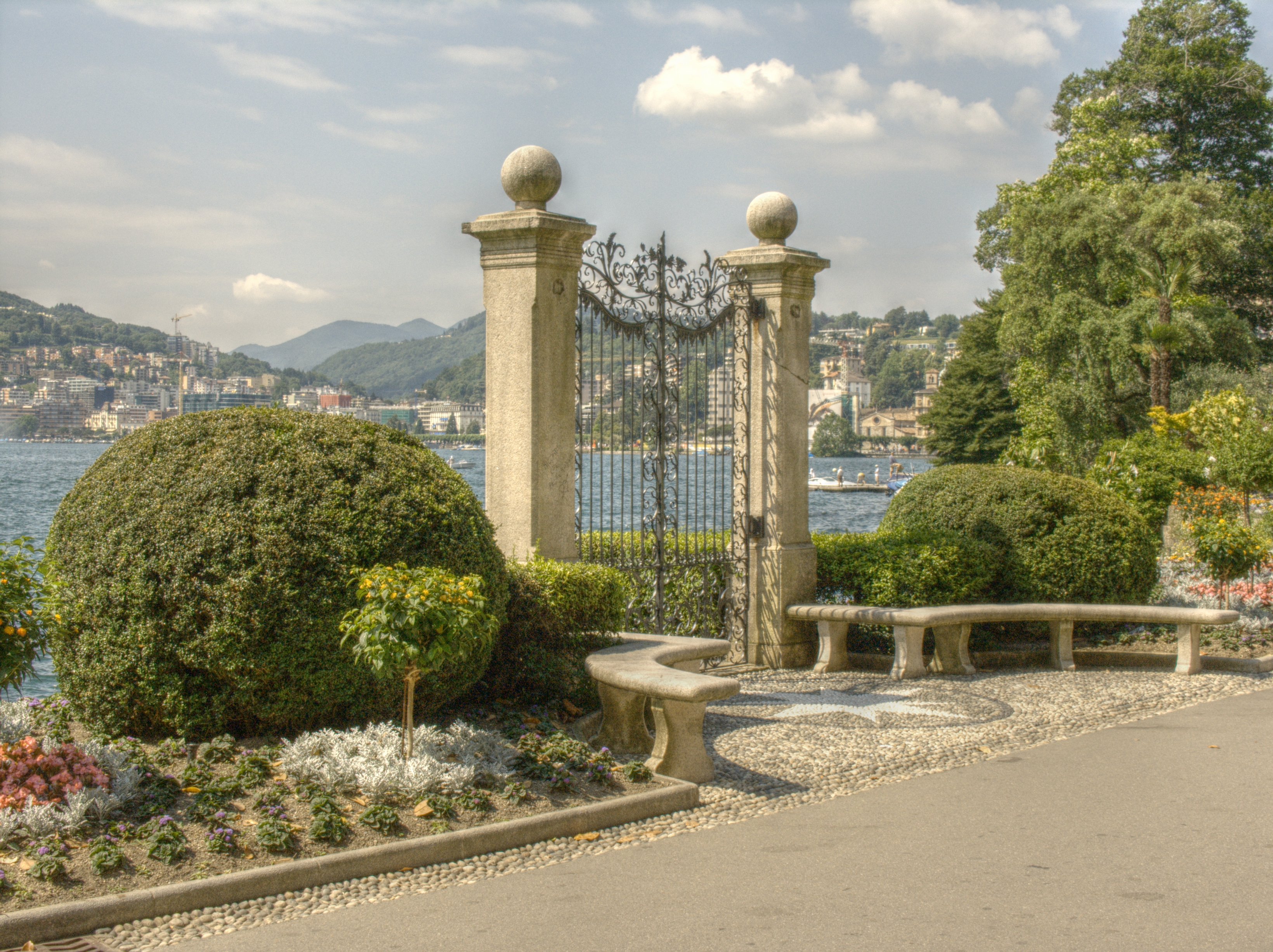
Parc Ciani, sur la rive du lac de Lugano.

De nombreuses manifestations ont lieu tout au long de l'année, parmi lesquelles :
| - Mémorial Mario Albisetti (mars) : compétition de marche athlétique ; - Autonassa (mai) : exposition automobile annuelle qui se déroule en Via Nassa, la plus prestigieuses rues commerçantes de Lugano ; - Palco Giovani (mai) ; - Poestate (mai-juin) ; - Projet Martha Argerich (juin) : manifestation musicale de musique classique ; - Estival Jazz (juillet) : Concerts de musique jazz open-air et gratuits ; - Blues to Bop (septembre) ; - Fête d'Automne (octobre) ; - Concerts d'Automne (octobre-décembre). |

### Personnalités liées à la commune
- Regina Francesca Riva (1681-1752), comtesse catholique, propriétaire foncière, éminente personnalité de la famille Riva.

- Mimi Lepori Bonetti (1949-2016), politicienne tessinoise

- Joseph Antoine Marie Mainoni (1754-1807), général des armées de la République française, né dans la commune. Son nom figure sur l'arc de triomphe de l'Étoile à Paris.
- Antonio Barzaghi-Cattaneo (1834-1922), artiste peintre, né dans la commune
- Giuseppe Marco Bernardazzi (1788-1840), architecte.
- Giuseppe Bernardazzi (1816–1891), architecte.
- Pietro Gori, anarchiste italien, auteur de la chanson Addio Lugano bella
- Raffaele Sannitz (1983-), joueur de hockey
- Glen Metropolit, joueur de hockey
- Julien Vauclair, joueur de hockey
- Marco Padalino (1983-), footballeur international suisse
- Fabrice Ehret, footballeur français
- Loris Kessel (1950-2010), pilote automobile suisse
- Jean Soldini (1956-), philosophe et historien de l'art
- Lou Lepori (1968-), journaliste et écrivain
- Robert Palmer, chanteur
- Carla Del Ponte, magistrate
- Karl Alexander Müller, physicien
- Rino De Nobili, homme politique
- Francesco Contin, architecte. Lugano, 1585 – Venezia, 1654
- Antonio Olgiati (1570-1647), érudit, premier préfet de la bibliothèque Ambrosienne
- Giovanni Orelli (1928-2016), écrivain
- Karin van Leyden (Berlin-Charlottenburg 1906 - Lugano 1977), artiste peintre
- Pericle Patocchi (1911-1968), écrivain
- Jorge Lorenzo, pilote de moto GP
- Diego Fasolis (1958-), chef d'orchestre et organiste baroque
- Oreste Pejman, homme politique.
- Andrea Iannone, pilote de moto GP
- Hardy Krüger Jr. (né en 1968), acteur allemand.
- Elsa Barberis (1902-1991), styliste et entrepreneuse suisse italienne

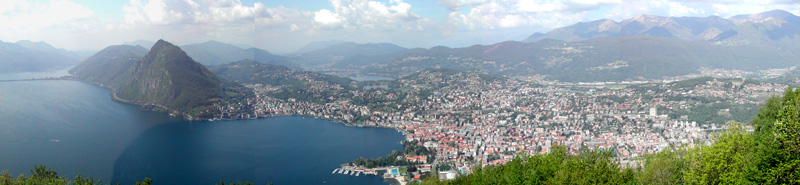
Panorama de Lugano avec le Monte San Salvatore à gauche.

## Enseignement
Lugano est le siège de l'Université de la Suisse italienne, fondée en 1996, qui comprend aussi l'Académie d'architecture de Mendrisio. La ville est également un des sièges de l'Université des Sciences Appliquées de la Suisse italienne (SUPSI) et abrite le Centre suisse de calcul scientifique.
Lugano possède aussi une université d'arts libéraux privée, en langue anglaise : le Franklin University Switzerland.

## Sécurité
La commune accueille sur son territoire le complexe carcéral tessinois composé du pénitencier de La Stampa et de la prison La Farera,. Les deux établissements peuvent accueillir 252 détenus - que ceux-ci soient des hommes, des femmes ou des mineurs - pour de la détention préventive, de l'exécution de peine, de traitement thérapeutique institutionnel ou de l'internement.

## Transports
- Aéroport de Lugano
- Autoroute A2 Bâle-Chiasso
- Connexion ferroviaire vers Milan et le Gothard en gare de Lugano
- Connexion ferroviaire en gare de Lugano FLP avec la ligne S60 du RER Tessin vers Ponte Tresa
- Bus urbains
- Bus de interurbains
- Bus de campagne
- Funiculaire Lugano-Ville – Lugano-Gare
- Funiculaire Monte San Salvatore

## Sports
Le hockey sur glace est, comme c'est le cas dans de nombreuses villes en Suisse, le sport numéro un. Le HC Lugano évolue en National League depuis 1983. Champion de Suisse à sept reprises (1986, 1987, 1988, 1990, 1999, 2003 et 2006), il a aussi atteint la finale des play-off en 1989, 1991, 2000, 2001, 2004, 2016 et 2018. Durant ces années dans l'élite, le HC Lugano a fortement contribué à la renommée du championnat de Suisse en alignant de nombreuses stars mondiales de ce sport, comme Petteri Nummelin, Igor Larionov, Mats Näslund, Ville Peltonen, Michael Nylander, Glen Metropolit, Patrice Bergeron, Alex Tanguay, Jason Blake, Rob Niedermayer, Wes Walz, Anson Carter ou Jason York. Depuis 1985 et la montée dans l'élite du HC Ambrì-Piotta, le grand rival cantonal, les deux clubs s'affrontent dans des derbies particulièrement chauds, représentant l'un des grands classique du championnat. Les Luganais ont aussi un grande rivalité historique avec le HC Davos, le CP Berne et les ZSC Lions.
En football, le FC Lugano, lui, évolue en Raiffeisen Super League et joue ses matchs au Stadio comunale Cornaredo.
Le Grand Prix de Lugano est une course cycliste professionnelle de l'UCI Europe Tour disputée tous les ans. Aujourd'hui en ligne, la course était jadis un contre-la-montre. La ville a accueilli par ailleurs à deux reprises les championnats du monde de cyclisme sur route en 1953 et 1996.